# بين السوائل (إب)

تعديل مصدري - تعديل

بين السوائل محلة تابعة لقرية المعطن، التابعة لعزلة بلادشار بمديرية إب إحدى مديريات محافظة إب في الجمهورية اليمنية، بلغ تعداد سكانها 38 حسب تعداد اليمن لعام 2004.